# Camparriu
Camparriu és un paratge format per camps de conreu del terme municipal de Conca de Dalt, a l'antic terme de Toralla i Serradell, al Pallars Jussà, en territori que havia estat del poble de Serradell.
És una extensa partida situada al sud de Serradell, a la dreta de la llau de la Cadolla i a l'esquerra del riu de Serradell. Queda al sud de lo Camp i al sud-est de la Casquere, al nord-est de la Vinya i al nord-est de les Tarteretes. La Borda de Camparriu és, de fet a la Vinya, immediata a Camparriu.